# Formante
Il formante è un concetto elaborato da Rodolfo Sacco nell'ambito del diritto comparato. Un formante è la base giuridica sulla quale si sviluppa l'ordinamento giuridico di una società. Secondo Sacco è possibile individuare tre principali tipi di formanti giuridici:
- giurisprudenziale, tipico dell'Inghilterra e di tutti i paesi del common law:
- legislativo, negli ordinamenti di civil law;
- dottrinale (detto anche dottorale).

Il primo è caratterizzato dal fatto che i precedenti tratti dalle sentenze dei giudici sono una delle fonti del diritto (principio dello stare decisis)  per questo motivo si chiama giurisprudenziale.
Nel secondo caso il diritto è creato dal parlamento o da altre autorità pubbliche attraverso lo strumento la legge o, più in generale, dell'atto normativo e dunque il formante è legislativo (notare: anche nel common law esiste il formante legislativo, statute law o written law, che è anche in grado, in caso di contrasto col common law, di abrogare tali norme, solo che viene emesso per regolare fattispecie generalmente non o mal coperte dalla regola del precedente. Ha più una funzione di tipo suppletivo) 
Il terzo è il caso dell'opera degli studiosi del diritto che attraverso la pubblicazione di tesi e teorie del diritto (case books) influenzano e determinano il giudizio delle corti.
Inoltre sono presenti dei formanti non enunciati, non verbalizzati. Questi non vengono espressi sia perché ritenuti ovvi, sia perché appartengono alla mentalità intrinseca di quell’ordinamento. Questo tipo di formante è chiamato criptotipo, secondo Rodolfo Sacco , cioè regole esistenti nella società che non sono espresse; non vengono formulate come norme in quanto tali, e quindi sono assimilabili alle consuetudini (nulla toglie che le consuetudini possano essere verbalizzate, tuttavia, in questa ipotesi, rimane in ogni caso la loro origine come criptotipi).